# Campeonato Mundial de Ginástica Estética de Grupo
Os Campeonatos Mundiais de Ginástica Estética de Grupo são os campeonatos mundiais para o esporte de ginástica estética de grupo. A Ginástica Estética de Grupo é uma disciplina atualmente não reconhecida pela Fédération Internationale de Gymnastique. Os Campeonatos Mundiais são organizados anualmente desde 2000 pela Federação Internacional de Ginástica Estética de Grupo (IFAGG).

## Categorias
Os Campeonatos Mundiais são organizados todos os anos paras as categorias Juvenil e Sênior ao mesmo tempo. Cada ginasta pode competir em apenas uma das seguintes categorias:
- Campeonato Mundial Juvenil
- Campeonato Mundial Sênior
- Troféu IFAGG Misto Juvenil
- Troféu IFAGG Sênior Misto
- Troféu IFAGG Programa Curto Juvenil
- Troféu IFAGG Programa Curto Sênior
- Troféu IFAGG Programa Curto Misto Juvenil
- Troféu IFAGG Programa Curto Misto Sênior

NotaAs equipes mistas são constituídas por ginastas femininas com pelo menos um ginasta masculino.

## Edições
| Ano  | Edição | Cidade-sede | País        | Eventos (feminino) | Mais medalhas de ouro           |
| ---- | ------ | ----------- | ----------- | ------------------ | ------------------------------- |
| 2000 | 1      | Helsinque   | Finlândia   | 1                  | Finlândia                       |
| 2001 | 2      | Tallinn     | Estónia     | 1                  | Estónia                         |
| 2002 | 3      | Praga       | Chéquia     | 1                  | Finlândia                       |
| 2003 | 4      | Graz        | Áustria     | 1                  | Finlândia                       |
| 2004 | 5      | Sófia       | Bulgária    | 1                  | Finlândia                       |
| 2005 | 6      | Copenhage   | Dinamarca   | 1                  | Rússia                          |
| 2006 | 7      | Tampere     | Finlândia   | 1                  | Finlândia                       |
| 2007 | 8      | Salou       | Espanha     | 1                  | Estónia                         |
| 2008 | 9      | Toronto     | Canadá      | 1                  | Finlândia                       |
| 2009 | 10     | Moscou      | Rússia      | 1                  | Finlândia                       |
| 2010 | 11     | Varna       | Bulgária    | 1                  | Finlândia                       |
| 2011 | 12     | Tartu       | Estónia     | 1                  | Rússia                          |
| 2012 | 13     | Cartagena   | Espanha     | 1                  | Rússia                          |
| 2013 | 14     | Lahti       | Finlândia   | 1                  | Rússia                          |
| 2014 | 15     | Moscou      | Rússia      | 1                  | Rússia                          |
| 2015 | 16     | Tórshavn    | Ilhas Feroé | 1                  | Finlândia                       |
| 2016 | 17     | Brno        | Chéquia     | 1                  | Rússia                          |
| 2017 | 18     | Helsinque   | Finlândia   | 1                  | Finlândia                       |
| 2018 | 19     | Budapeste   | Hungria     | 1                  | Rússia                          |
| 2019 | 20     | Cartagena   | Espanha     | 1                  | Rússia                          |
| 2020 | -      | Sófia       | Bulgária    | 1                  | Cancelado por causa da pandemia |
| 2021 | 21     | Helsinque   | Finlândia   | 1                  | Rússia e Finlândia              |
| 2022 | 22     | Graz        | Áustria     | 1                  | Finlândia                       |
| 2023 | 23     | Nur-Sultan  | Cazaquistão | 1                  | Evento futuro                   |

## Medalhistas

### Sênior
| Ano  | Local     | Ouro                                     | Prata                                       | Bronze                           |
| 2000 | Helsinque | Finlândia · Campuksen Koonto             | Estónia · GC Piruett                        | Finlândia · Lahjan Tytöt         |
| 2001 | Tallinn   | Estónia · GC Piruett                     | Finlândia · Lahjan Tytöt/Pantterit          | Estónia · SC Velar               |
| 2001 | Tallinn   | Estónia · GC Piruett                     | Finlândia · Lahjan Tytöt/Pantterit          | Finlândia · Olarin Voimistelijat |
| 2002 | Praga     | Finlândia · Olarin Voimistelijat/Dynamot | Rússia · Vozrozhdenie                       | Rússia · Vera Sport Club         |
| 2003 | Graz      | Finlândia · Olarin Voimistelijat/Dynamot | Finlândia · Olarin Voimistelijat/Elektronit | Estónia · GC Janika              |
| 2004 | Sofia     | Finlândia · Olarin Voimistelijat/Dynamot | Rússia · SC Oscar                           | Rússia · SC Roxett               |
| 2005 | Copenhage | Rússia · SC Roxett                       | Finlândia · Vantaan Voimisteluseura/Frida   | Estónia · GC Piruett             |
| 2006 | Tampere   | Finlândia · Olarin Voimistelijat/Dynamot | Bulgária · National Team                    | Rússia · SC Roxett               |
| 2007 | Salou     | Estónia · GC Janika                      | Bulgária · National Team                    | Rússia · SC Oscar                |
| 2008 | Toronto   | Finlândia · Olarin Voimistelijat/Deltat  | Estónia · Janika Elite                      | Bulgária · National Team         |
| 2008 | Toronto   | Finlândia · Olarin Voimistelijat/Deltat  | Estónia · Janika Elite                      | Rússia · SC Oscar                |
| 2009 | Moscou    | Finlândia · Deltat                       | Rússia · SC Oscar                           | Rússia · Madonna                 |
| 2010 | Varna     | Finlândia · Fotonit/OVO                  | Rússia · Madonna                            | Bulgária · National Team         |
| 2011 | Tartu     | Rússia · Madonna                         | Bulgária · National Team                    | Estónia · Joint Elite Team       |
| 2012 | Cartagena | Rússia · Madonna                         | Bulgária · National Team                    | Rússia · Nebesa                  |
| 2013 | Lahti     | Rússia · Madonna                         | Finlândia · OVO Team                        | Bulgária · National Team         |
| 2014 | Moscou    | Rússia · Madonna                         | Bulgária · National Team                    | Rússia · Expressia               |
| 2015 | Tórshavn  | Finlândia · Minetit                      | Rússia · Expressia                          | Bulgária · National Team         |
| 2016 | Brno      | Rússia · Expressia                       | Finlândia · Minetit                         | Rússia · Madonna                 |
| 2017 | Helsinque | Finlândia · Minetit                      | Rússia · Expressia                          | Finlândia · OVO Team             |
| 2018 | Budapeste | Rússia · Madonna                         | Finlândia · Minetit                         | Rússia · Expressia               |
| 2019 | Cartagena | Rússia · Madonna                         | Finlândia · Minetit                         | Finlândia · OVO Team             |
| 2021 | Helsinque | Finlândia · Minetit                      | Rússia · Madonna                            | Rússia · Expressia               |
| 2022 | Graz      | Bulgária · National Team                 | Finlândia · Minetit                         | Finlândia · Gloria               |

### Juvenil
Nota: O primeiro evento do Campeonato Mundial Juvenil foi realizado em 2005.
| Ano  | Local         | Ouro                                      | Prata                       | Bronze                      |
| 2005 | Plzen         | Finlândia · Olarin Voimistelijat/Deltat   | Rússia · SC Roxett          | Estónia · GC Meetrum        |
| 2006 | Tallinn       | Finlândia · Olarin Voimistelijat/Alfat    | Estónia · GC Janika         | Rússia · Yunona             |
| 2007 | Espoo         | Finlândia · Olarin Voimistelijat/Ampeerit | Estónia · GC Janika         | Finlândia · VVS/Tiklit      |
| 2008 | Cartagena     | Finlândia · Olarin Voimistelijat/Fotonit  | Rússia · Victoria           | Rússia · Sonet              |
| 2009 | Rostov-on-Don | Rússia · Victoria                         | Rússia · Sonet              | Ucrânia · National team     |
| 2010 | Brno          | Rússia · Victoria                         | Finlândia · Fosforit        | Rússia · Vdokhnovenie       |
| 2011 | Vigo          | Rússia · Roxett                           | Rússia · Sonet              | Estónia · Janica Sunshine   |
| 2012 | Varna         | Rússia · Roxett                           | Rússia · Vdokhnovenie       | Bulgária · National Team    |
| 2013 | Sófia         | Rússia · Victoria                         | Finlândia · Minetit         | Finlândia · OVO Junior team |
| 2014 | Moscou        | Rússia · Victoria                         | Finlândia · Minetit         | Finlândia · OVO Junior team |
| 2015 | Tórshavn      | Rússia · Victoria                         | Finlândia · Minetit Junior  | Bulgária · National Team    |
| 2016 | Brno          | Rússia · Victoria                         | Finlândia · OVO Junior team | Finlândia · Minetit         |
| 2017 | Helsinque     | Finlândia · Minetit Elite                 | Finlândia · OVO Junior team | Rússia · Victoria           |
| 2018 | Budapeste     | Rússia · Victoria                         | Finlândia · Minetit Junior  | Rússia · Victoria Strela    |
| 2019 | Cartagena     | Finlândia · OVO Junior team               | Rússia · Victoria Strela    | Rússia · Victoria           |
| 2021 | Helsinque     | Rússia · Victoria                         | Finlândia · Minetit Junior  | Finlândia · OVO Junior team |
| 2022 | Graz          | Finlândia · Minetit Junior                | Bulgária · National Team    | Finlândia · OVO Junior team |

## Quadro de medalhas
2000-2022
- Última atualização após o Campeonato Mundial de Ginástica Estética de Grupo de 2022

| Pos.               | País               | Ouro | Prata | Bronze | Total |
| ------------------ | ------------------ | ---- | ----- | ------ | ----- |
| 1                  | Finlândia          | 18   | 16    | 11     | 45    |
| 2                  | Rússia             | 18   | 13    | 17     | 48    |
| 3                  | Estónia            | 2    | 4     | 6      | 12    |
| 4                  | Bulgária           | 1    | 6     | 6      | 13    |
| 5                  | Ucrânia            | 0    | 0     | 1      | 1     |
| Total (5 entradas) | Total (5 entradas) | 39   | 39    | 41     | 119   |

## Competição de equipes

### Sênior
Nota: A cerimônia de premiação do ranking de países é organizada desde 2011.
| Ano  | Local     | Ouro                                    | Prata                                                      | Bronze                                                                             |
| 2012 | Cartagena | Rússia · Madonna · Nebesa · Oscar       | Finlândia · OVO Team · Minetit · Sanix                     | Espanha · Alcon Cusi Dvillena · Inef Catalunya Barcelona · Maniotas                |
| 2013 | Lahti     | Rússia · Madonna · Nebesa · Expressia   | Finlândia · OVO Team · Minetit · Sanix                     | Espanha · Alcon Cusi · Muntanyenc Sant Cugat · Inef Barcelona                      |
| 2014 | Moscou    | Rússia · Madonna · Expressia · Roxett   | Finlândia · OVO Team · Sanix · Team Vantaa                 | Espanha · Alcon Cusi · Gimnastica Sant Cugat · Ritmica Cartagena                   |
| 2015 | Tórshavn  | Rússia · Expressia · Madonna · Nebesa   | Finlândia · Minetit · OVO Team · OVO Team Esport           | Espanha · Inef Barcelona · Ritmica Cartagena · Acordes Naron                       |
| 2016 | Brno      | Rússia · Expressia · Madonna · Nebesa   | Finlândia · Minetit · OVO Team · Team Vantaa               | Japão · Team Japan · Team Shoin · JWCPE AGG Team                                   |
| 2017 | Helsinque | Rússia · Expressia · Madonna · Nebesa   | Finlândia · Minetit · OVO Team · Sirius                    | Estónia · GC Janika Diamonds · GC Rytmika Perfetto · GC Janika Tallinn Senior Team |
| 2018 | Budapeste | Rússia · Madonna · Expressia · Nebesa   | Finlândia · Minetit · OVO Team · Gloria                    | Japão · Team Japan · Team Shoin · JWCPE AGG Team                                   |
| 2019 | Cartagena | Rússia · Madonna · Expressia · Nebesa   | Finlândia · Minetit · OVO Team · Gloria                    | Japão · Team Japan · JWCPE AGG Team · Team Shoin                                   |
| 2021 | Helsinque | Rússia · Madonna · Expressia · Nebesa   | Finlândia · Minetit · OVO Team · Gloria                    | Bulgária · National team · Impala team · Etar Elit                                 |
| 2022 | Graz      | Finlândia · Minetit · Gloria · OVO Team | Bulgária · National team · Velbajd Team · Sofia Sport Team | Cazaquistão · Karmelity · Kerbez · Aphrodite                                       |

### Juvenil
| Ano  | Local     | Ouro                                                               | Prata                                                         | Bronze                                                                           |
| 2014 | Moscou    | Finlândia · Minetit · OVO Junior Team · Minetit United             | Rússia · Victoria · Ocharovanie · Idel                        | Estónia · GC Janika Junior Team · GC Rytmika Perfetto · GC Janika Junior Elite   |
| 2015 | Tórshavn  | Finlândia · Minetit Juniors · OVO Junior Team · Elite              | Rússia · Victoria · Roxett · Sonet                            | Estónia · Diamonds · GC Rytmika Perfetto · Forfett                               |
| 2016 | Brno      | Finlândia · OVO Junior Team · Minetit Juniors · Elite Juniors      | Rússia · Victoria · Sonet · Roxett                            | Estónia · GC Janika Diamonds · GC Janika Tallinn Junior Elite · GC Janika Rosett |
| 2017 | Helsinque | Finlândia · Minetit Elite · OVO Junior Team · Minetit Elite United | Rússia · Victoria · Victoria Strela · Roxett                  | Estónia · GC Rytmika Perfetto Juniors · GC Janika Rosett · GC Janika Mireth      |
| 2018 | Budapeste | Rússia · Victoria · Victoria Strela · Oscar                        | Finlândia · Minetit Elite · OVO Junior Team · Elite           | Estónia · GC Rytmika Junior Team · Mireth · Grisete                              |
| 2019 | Cartagena | Rússia · Victoria Strela · Victoria · Oscar                        | Finlândia · OVO Junior Team · Minetit Elite · Illusion Jr.    | Espanha · Gimnasia San Anton Cartagena · Ritmica Barcelona · Gymnos'85           |
| 2021 | Helsinque | Finlândia · Minetit Junior · OVO Junior Team · Sanix Valens Junior | Rússia · Victoria · Madonna Junior · Oscar                    | Estónia · Siidisabad · Violett · Piruett Junior Team                             |
| 2022 | Graz      | Finlândia · Minetit Junior · OVO Junior Team · Sanix Valens Junior | Estónia · Violett · Rytmika Junior Team · Piruett Junior Team | Cazaquistão · Sunrise · Kerbez Elite · Samruk                                    |

### Quadro de medalhas
2000-2019
- Última atualização após o Campeonato Mundial de Ginástica Estética de Grupo de 2019

| Pos.               | País               | Ouro | Prata | Bronze | Total |
| ------------------ | ------------------ | ---- | ----- | ------ | ----- |
| 1                  | Rússia             | 11   | 5     | 0      | 16    |
| 2                  | Finlândia          | 5    | 11    | 0      | 16    |
| 3                  | Estónia            | 0    | 0     | 7      | 7     |
| 4                  | Espanha            | 0    | 0     | 5      | 5     |
| 5                  | Japão              | 0    | 0     | 3      | 3     |
| 6                  | Bulgária           | 0    | 0     | 1      | 1     |
| Total (6 entradas) | Total (6 entradas) | 16   | 16    | 16     | 48    |